# Gambia na Letnich Igrzyskach Olimpijskich 1992
Gambię na Letnich Igrzyskach Olimpijskich 1992 w Barcelonie reprezentowało 5 zawodników, wyłącznie mężczyzn. Najmłodszym reprezentantem tego kraju był biegacz Lamin Marikong (22 lata 141 dni), a najstarszym – Momodou Sarr (32 lata 242 dni), również biegacz.
Był to trzeci start reprezentacji na letnich igrzyskach olimpijskich.

## Lekkoatletyka
Mężczyźni
- Dawda Jallow – sztafeta 4 × 100 metrów
- Abdulieh Janneh – bieg na 100 metrów (odpadł w eliminacjach), sztafeta 4 × 100 metrów
- Lamin Marikong – bieg na 200 metrów (odpadł w eliminacjach), bieg na 400 metrów (dyskwalifikacja), sztafeta 4 × 100 metrów
- Momodou Bello N'Jie – bieg na 1500 metrów (odpadł w eliminacjach)
- Momodou Sarr – sztafeta 4 × 100 metrów